# Peruhličitan sodný
Peruhličitan sodný (též peroxouhličitan sodný nebo perkarbonát sodný) je adukt uhličitanu sodného a peroxidu vodíku, tvořící bílé krystaly rozpustné ve vodě.
Peruhličitan sodný je oxidačním činidlem a součástí mnoha čisticích přípravků pro domácnost a prádelny. Navzdory názvu jde ve skutečnosti o perhydrát uhličitanu. Rozpuštěn ve vodě uvolňuje H2O2 a uhličitan sodný:
2(Na2CO3·1,5H2O2) → 2 Na2CO3 + 3 H2O2
Peruhličitan sodný je aktivní složkou mnoha práškových ekologických bělidel. Předpona "per" z perboritanů a peruhličitanů dala název několika saponátovým čisticím přípravkům, například výrobkům Persil.
Často je ve složení prášků (na praní/do myčky) do češtiny překládán jako uhličitan disodný.